# Галерија Кућански
Галерија Кућански је легат академика Бошка Кућанског, који је своја вајарска умјетничка дјела, непроцјенљиве вриједности, оставио у задужбину граду Источно Сарајево и грађанима Источног Сарајево.

## Историја
Изградња Галерије „Кућански“ у Источном Новом Сарајеву започета је још 2008. године, са намјером да се изгради галеријски културни објекат који ће служити као мјесто трајне поставке вајарских дјела  Бошка Кућанског.
Због недостатка финансијских средстава, изградња објекта је заустављена 2010. године, а извођач радова општини је остао дужан око 80.000,00 КМ. Захваљујући средствима Министарства цивилних послова БиХ и општине Источно Ново Сарајево 2014. године постављена је вањска столарија на објекту, и објекат је физички затворен. У истом периоду општинска управа је финансирала замјену крова на објекту, и уређење испред самог објекта. Такође, 2016. године завршени су радови на унутрашњем уређењу објекта.